# Duquesa de Abercorn
Duquesa de Abercorn é um título concedido à esposa do Duque de Abercorn, um título ainda existente no Pariato da Irlanda, criado em 1868 pela Rainha Vitória. Alexandra Phillips casou-se com James Hamilton, 5.º Duque de Abercorn, em 1966. Ela foi a última pessoa a deter este título e, desde a sua morte em 2018, ninguém o possui, uma vez que o 5.º Duque está vivo e solteiro.

## Duquesas de Abercorn
| # | Nome               | Nascimento        | Casamento        | Tornou-se Duquesa de Abercorn | Cônjuge                               | Morte            | Deixou de ser Duquesa de Abercorn | Razão para deixar de ser Duquesa de Abercorn |
| - | ------------------ | ----------------- | ---------------- | ----------------------------- | ------------------------------------- | ---------------- | --------------------------------- | -------------------------------------------- |
| 1 | Louisa Russell     | 8 julho 1812      | 25 outubro 1832  | 10 agosto 1868                | James Hamilton, 1.º Duque de Abercorn | 31 março 1905    | 31 outubro 1885                   | Morte do marido                              |
| 2 | Mary Curzon-Howe   | 23 julho 1848     | 7 janeiro 1869   | 31 outubro 1885               | James Hamilton, 2.º Duque de Abercorn | 10 maio 1929     | 3 janeiro 1913                    | Morte do marido                              |
| 3 | Rosalind Bingham   | 26 fevereiro 1869 | 1 novembro 1894  | 3 janeiro 1913                | James Hamilton, 3.º Duque de Abercorn | 18 janeiro 1958  | 12 setembro 1953                  | Morte do marido                              |
| 4 | Kathleen Crichton  | 8 julho 1905      | 9 fevereiro 1928 | 12 setembro 1953              | James Hamilton, 4.º Duque de Abercorn | 2 fevereiro 1990 | 4 junho 1979                      | Morte do marido                              |
| 5 | Alexandra Phillips | 27 fevereiro 1946 | 20 outubro 1966  | 4 junho 1979                  | James Hamilton, 5.º Duque de Abercorn | 10 dezembro 2018 | 10 dezembro 2018                  | Faleceu                                      |